# ناتان هیل
ناتان هیل (به انگلیسی: Nathan Hale) (زاده ۶ ژوئن ۱۷۵۵-درگذشته ۲۲ سپتامبر ۱۷۷۶) سرباز ارتش قاره ای و جاسوس آمریکایی در طی انقلاب آمریکا بود. او قهرمان آمریکایی‌ها در جنگ با امپراتوری بریتانیا است.

## اوایل زندگی
ناتان در ایالت کنتیکت آمریکا زاده شد. او فرزند ریچارد هیل و الیزابت استرانگ بود. وقتی چهارده ساله بود به همراه برادرش انوخ که شانزده ساله بود به کالج یِیل از دانشگاه یِیل فرستاده شد. او در آنجا به حزب میهن دوستان پیوست و برای بنجامین تالماج جاسوسی می‌کرد. او و برادر بزرگش به جامعه لینونیان که یک انجمن سری دانشجویی بود پیوستند. در آنجا به تبادل نظر و یادگیری ریاضیات، هوافضا، ادبیات و برده داری در آمریکا پرداخت. ناتان در ۱۸سالگی و در سال ۱۷۷۳ فارغ‌التحصیل شد و معلم شد.

## انقلاب آمریکا
وقتی که انقلاب شروع شد، او به سرعت به انقلابیون پیوست. هیل در آزادسازی کنتیکت و ایالت‌های مجاور تلاش زیادی کرد.
او در نبرد لانگ آیلند نقش زیادی در پیروزی آمریکایی‌ها داشت و در آزاد سازی ایالت نیویورک کمک شایانی نمود.
ناتان هیل توانست بهترین خطوط دفاعی انگلیسی‌ها را شناسایی کند و جلوی حمله آمریکایی‌ها به این مناطق را بگیرد؛ در عوض آمریکا به ضعیف‌ترین خطوط انگلیس حمله و آنها را مجبور به عقب‌نشینی کرد.

## مرگ

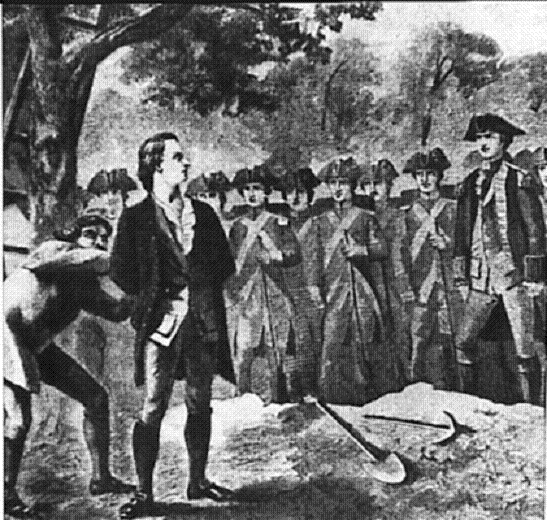
صحنه اعدام وی

سرانجام توسط سربازان کت قرمز انگلیسی دستگیر شد.
ناتان هیل را در در خیابان سوم نیویورک بر درختی به دار آویختند.

او قبل از اعدام شدن گفت:
«متاسفم که بیشتر از یک جان ندارم تا برای کشورم فدا کنم»
او هنگام مرگ تنها ۲۱ سال سن داشت.

## یادبودها

### نیویورک
- یادبود محل اعدام در خیابان سوم
- یادبود در خیابان شصت و ششم
- در کنار ترمینال گراند سنترال
- مجسمه در پارک مرکزی -که توسط فردریک مک کنی ساخته شده‌است-.

### نیوهیون
- در دانشگاه ییل -که محل تحصیلش بود-.

## نگارخانه

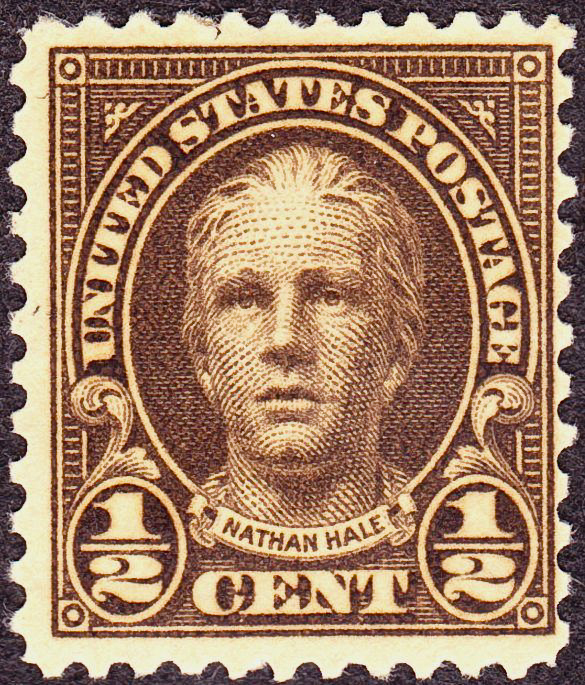
تمبر چاپ شده توسط ایالات متحده آمریکا در سال ۱۹۲۵
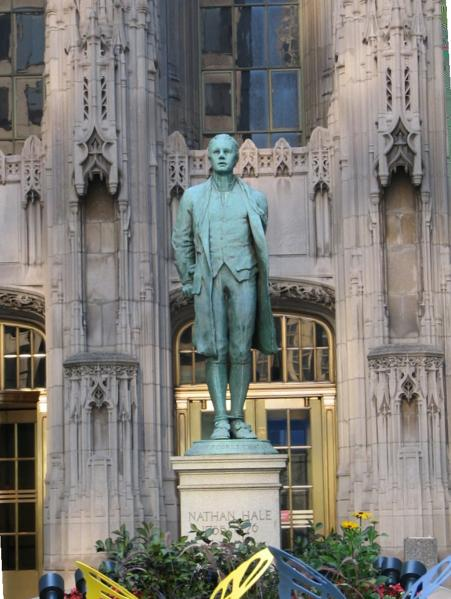
مجسمه او در شیکاگو